# Rhopalocera
Rhopalocera, або ж так звані «булавовусі метелики» — переважно денні комахи ряду Лускокрилі. Більшість видів відносять до так званих «денних метеликів», оскільки їх можна зустріти у світлі години доби. Вони часто мають великі, яскраво забарвлені, крила і особливий політ. Метелик є здатною до польоту дорослою формою комахи (імаґо), тобто фазою індивідуального розвитку, на якій відбувається розмноження. Як і в інших комах з повним перетворенням, життєвий цикл Rhopalocera складається з чотирьох фаз: яйце, личинка, лялечка і доросла особина (імаґо).
До Rhopalocera відносять власне денних метеликів — косатцюватих (надродина Papilionoidea), головчакуватих (надродина Hesperiidae) — і п'ядунцюватих (надродина Hedyloidea).

## Характерні ознаки
Антени булавчастої або головчастої, іноді гачкуватої форми. Прості вічка відсутні, наявні лише добре розвинуті складні фасеткові очі.
Крила широкі, апарат заціпки редукований, кількість жилок зменшена. На крилах наявний яскравий пігментний або оптичний малюнок. У спокої крила складаються перпендикулярно до площини тіла.
Генітальний апарат спрощений. Активні вдень.

## Будова тіла

### Голова
Голова округла або поперечна, малорухома. Очі великі, іноді вкриті довгими чи короткими волосками, частіше голі. Ротовий апарат складається з довгого скрученого хоботку та тричленних парних полапків. У Libythea полапки гіпертрофовано, вони довші за голову і навіть часто за груди.

### Кінцівки
Гомілка і лапка булавовусих звичайно мають шипи, крім того гомілка може нести пару (у головчаків дві пари) шпор. На передній гомілці часто наявний характерний лопатеподібний утвір — епіфіз, що слугує для чищення очей і антен. Лапка складається з 4-5 члеників. Дистальний членик озброєний парою кігтиків і несправжніх кігтиків — подовжених придатків, вкритих війками і волосками. Між кігтиками розташована подушечка. Передні лапки часто редуковані, втрачають сегментацію, придатки дистального членика, що характерно для самців соневиків та синявців.

### Крила
Передні крила приблизно трикутної форми, заднє більш овальне. У крилі вирізняють три краї: передній (костальний), зовнішній та задній (анальний). Також на передньому крилі виділяють корінь, вершину та задній (анальний) кут. На крилах розрізняють верхню і нижню поверхню, або сторону. Деякі види (синявці, косатці) на задньому крилі мають хвостик, або кісочку. Зовнішній край крил часто має торочку.
Жилкування крил редуковане. Жилки переднього і заднього крила не збігаються. На передньому крилі нерозгалужена субкостальна жилка йде вздовж переднього краю і виходить на нього за серединою. Радіальний стовбур має 5 гілок, медіальний розгалужується всього на 3 жилки. Також є 2 кубітальні і 1-2 анальні жилки.
Верхня сторона крил звичайно забарвлена яскравіше за нижню. Самці часто забарвлені яскравіше, ніж самиці. Крила складаються вертикально за спиною. Із складеними крилами метелик зливається з субстратом (листком, корою дерева тощо).

## Спосіб життя
Представники цього таксона є яскравими прикладами прояву процесів поліформізму, мімікрії та апосематизму. Деякі, наприклад монархи мігрують на значні відстані. Деякі метелики розвинули симбіотичні і паразитарні відносини з таким соціальними комахами як мурахи. Деякі види є шкідниками, бо у стадії личинок вони можуть пошкоджувати садові чи городні культури; однак, деякі види є суб'єктами запилення деяких рослин, а гусениці деяких метеликів (наприклад, Miletinae) поїдають шкідливих комах. У культурному відношенні — вони є популярним мотивом у візуальному і літературному мистецтвах.

## Викопні представники і еволюція
Найдавніші викопні рештки Rhopalocera датуються середнім Еоценом (близько 40-50 млн років тому).